# Natalie Juncos
Natalie Juncos, (Detroit, 1990. december 28. –) argentin női válogatott labdarúgó. Az argentin bajnokságban érdekelt Racing Club játékosa.

## Pályafutása
A minnesotai Rochester Lourdes High School tanulójaként úszással, terepfutással és labdarúgással kezdett foglalkozni. Miután szüleivel Brandonba költöztek a Northwest Rankin diákjaként már a foci töltötte ki idejének nagy részét. Intézménye 2006-ban és 2008-ban is csapatának legértékesebb játékosává választotta. Utolsó idényében csapatkapitányként vezette együttesét.
Felsőfokú tanulmányait a floridai és a houstoni egyetemen végezte, így a Florida Gators valamint a Houston Cougars színeit is magára ölthette az NCAA-ben.

### Klubcsapatokban

#### River Plate
Első argentínai állomáshelyén, a River Plate csapatával negyedik helyen végeztek a bajnokság 2014-es kiírásában.

#### UAI Urquiza
Egy éves szünetet követően a buenos aires-i "Harcosok" keretével bajnoki címet szerzett és 2016-ban indulhatott a Libertadores-kupa küzdelmeiben, ahol az elődöntőben búcsúztak. A bajnokságban  bronzérmesként végeztek, majd a 2018-as idényben dominált együttesével és újabb Campeonato sikerrel gazdagodhatott.

#### Racing
Eredményes szerződése ellenére a helyi rivális Racinghoz távozott.

### A válogatottban
Tagja volt a 2018-as Copa Américán bronzérmes csapatnak és a 2019-es világbajnokságon is csatlakozott a kerethez, azonban nem volt lehetősége pályára lépni.

## Sikerei

### Klubcsapatokban
Argentin bajnok (2):
- UAI Urquiza (2): 2016, 2017–18

### A válogatottban
Argentína
- Copa América bronzérmes (1): 2018
- Pánamerikai Játékok ezüstérmes (1): 2019

## Statisztikái

### A válogatottban
2019. június 19-el bezárólag
| Válogatott | Szezon   | Mérk. | Gól |
| ---------- | -------- | ----- | --- |
| Argentína  |          |       |     |
| 2018       | 6        | 0     |     |
| 2019       | 5        | 0     |     |
| Összesen   | Összesen | 11    | 0   |

## Magánélete
Házasságban él, egyetemi évei alatt ismerte meg amerikai párját. Édesapja Luis Juncos az 1984-es, édesanyja Valentina Aracil az 1988-as olimpián úszásban képviselte Argentínát. Szülei jelenleg az arkansasi Little Rock városában élnek.